# Przegibek (Beskid Mały)
Przegibek (685 m n.p.m.) – szczyt w centralnej części Grupy Magurki Wilkowickiej w Beskidzie Małym. Wznosi się po północnej stronie przełęczy Przegibek (663 m). Jego zachodnie stoki opadają do doliny potoku Straconka, wschodnie do doliny potoku Ponikwa.
Jest to całkowicie porośnięty lasem, mało wybitny szczyt. Znajduje się w wydzielonym obszarze leśnym (Lasy Państwowe) w granicach wsi Kozy w województwie śląskim, w powiecie bielskim, w gminie Kozy. Jego wschodnie stoki szczytu trawersuje szlak turystyczny.
Szlaki turystyczne
 Bielsko-Biała Lipnik – Gaiki – Przegibek – przełęcz Przegibek – Schronisko PTTK na Magurce Wilkowickiej – Czupel – Czernichów.